# Список банков, лишённых лицензии в 2001 году (Россия)

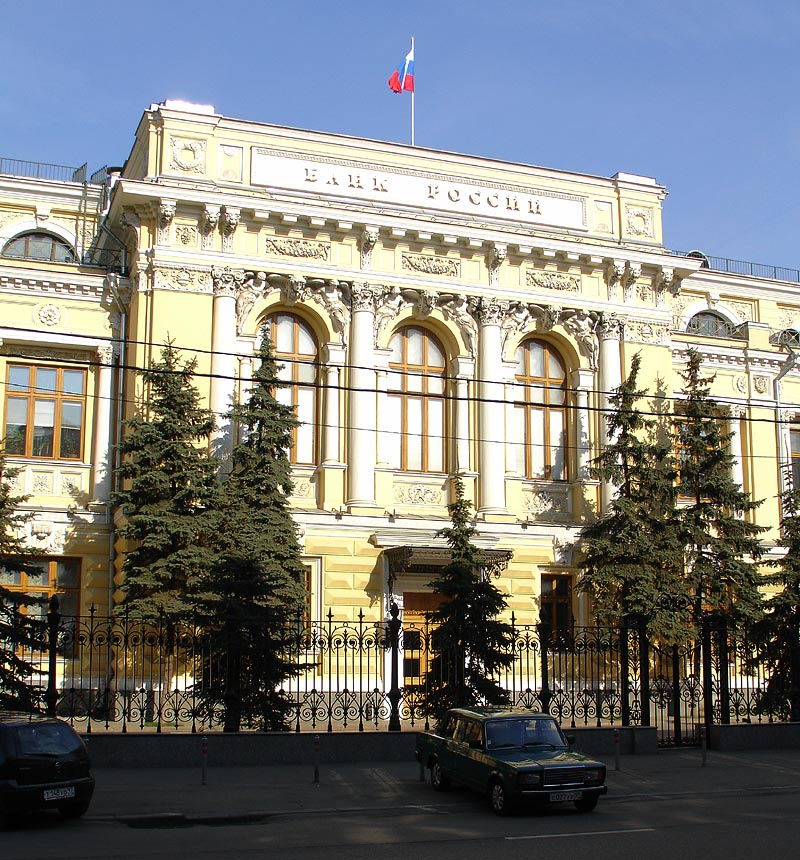
Здание Центрального Банка России на Неглинной

В список включены все кредитные организации России, у которых в 2001 году была отозвана или аннулирована лицензия на осуществление банковской деятельности.
В 2001 году Центральным Банком России была отозвана 21 лицензия у кредитных организаций, также у 5 кредитных организаций лицензии были аннулированы. Больше всего кредитных организаций лишились лицензий в сентябре, в этом месяце были отозваны лицензии у четырёх организаций и у одной лицензия была аннулирована. Меньше всего в феврале — в этом месяце ни отзывы ни аннулирования лицензий не проводились.

## Легенда
Список разбит на два раздела по полугодиям 2001 года. Внутри разделов организации отсортированы по месяцам, внутри месяца по датам закрытия, внутри одной даты по номеру документа об отзыве или аннулировании лицензии.
| Таблица: - Дата — дата отзыва/аннулирования лицензии. - Приказ — номер приказа или иного документа об отзыве/аннулировании лицензии. - Регион — населённый пункт или регион регистрации банка. - Причина — основные причины отзыва или аннулирования лицензии организации. Выделение строк цветом: - — лицензия организации была аннулирована. - — лицензия организации была отозвана. | Сокращения: - АБ — акционерный банк. - АКБ — акционерный коммерческий банк. - ЗАО — закрытое акционерное общество. - КБ — коммерческий банк. - КБР — коммерческий банк регионов. - МИО — межбанковское инвестиционное объединение. - ОАО — открытое акционерное общество. - ООО — общество с ограниченной ответственностью. - ТОО — товарищество с ограниченной ответственностью. |

## 1 полугодие
В разделе приведены все кредитные организации, у которых в 1-м полугодии 2001 года была отозвана или аннулирована лицензия.
| Наименование | Основ. | Лиц. | Дата       | Приказ | Регион      | Причина | Прим.         |
| --- | ------ | ---- | ---------- | ------ | ----------- | --- | ------------- |
| Январь |        |      |            |        |             | |               |
| ТОО КБ «Западно-Балтийский»                                                                                          | 1993   | 2517 | 22.01.2001 | ОД-20  | Калининград | Неисполнение федеральных законов, регулирующих банковскую деятельность. Неисполнение нормативных актов Банка России. Неудовлетворительное финансовое положение. Неисполнение обязательств перед вкладчиками и кредиторами. | [ 3 ] [ 4 ]   |
| ООО КБ «Кузбасский транспортный банк» («Кузбасстрансбанк», «КТБ»)                                                    | 1993   | 2372 | 24.01.2001 | н/д    | Кемерово    | Присоединён к ОАО «Сибакадембанк». | [ 5 ] [ 6 ]   |
| Март |        |      |            |        |             | |               |
| КБ «Ялуторовский» | 813    | 2372 | 12.03.2001 | ОД-85  | Ялуторовск  | Присоединён к ОАО «Сибнефтебанк». | [ 7 ] [ 8 ]   |
| ОАО Банк «Металэкс»                                                                                                  | 1990   | 513  | 22.03.2001 | ОД-95  | Красноярск  | Неисполнение федеральных законов, регулирующих банковскую деятельность. Неисполнение нормативных актов Банка России. Неисполнение обязательств перед кредиторами.                                                          | [ 9 ] [ 10 ]  |
| Апрель |        |      |            |        |             | |               |
| ОАО АКБ «Мир» | 1992   | 1418 | 16.04.2001 | ОД-134 | Москва      | Неисполнение федеральных законов, регулирующих банковскую деятельность. Неисполнение нормативных актов Банка России. Неспособность удовлетворить требования кредиторов.                                                    | [ 11 ] [ 12 ] |
| ОАО КБ «Мост-Банк»                                                                                                   | 1991   | 1582 | 20.04.2001 | ОД-137 | Москва      | Неисполнение федеральных законов, регулирующих банковскую деятельность. Неисполнение нормативных актов Банка России. Неспособность удовлетворить требования кредиторов.                                                    | [ 13 ] [ 14 ] |
| Май |        |      |            |        |             | |               |
| ООО КБ «Бизнес-Паритет»                                                                                              | 1994   | 3145 | 18.05.2001 | ОД-151 | Москва      | Неисполнение федеральных законов, регулирующих банковскую деятельность. Неисполнение нормативных актов Банка России. Задержка представления ежемесячной отчетности. Неспособность удовлетворить требования кредиторов.     | [ 15 ] [ 16 ] |
| ОАО «Махачкалинский Акционерный Инвестиционно-коммерческий промышленно-строительный банк» («Махачкалапромстройбанк») | 1992   | 1726 | 18.05.2001 | ОД-152 | Махачкала   | Неисполнение федеральных законов, регулирующих банковскую деятельность. Неисполнение нормативных актов Банка России. Неспособность удовлетворить требования кредиторов.                                                    | [ 17 ] [ 18 ] |
| Июнь |        |      |            |        |             | |               |
| ОАО АКБ «Диамант» | 1994   | 2665 | 15.06.2001 | ОД-186 | Москва      | Неисполнение федеральных законов, регулирующих банковскую деятельность. Неисполнение нормативных актов Банка России. Существенная недостоверность отчётности.                                                              | [ 19 ] [ 20 ] |
| ООО «Русский промышленный банк» («Руспромбанк»)                                                                      | 1993   | 2541 | 15.06.2001 | ОД-187 | Москва      | Неисполнение федеральных законов, регулирующих банковскую деятельность. Неисполнение нормативных актов Банка России. Задержка предоставления отчётности.                                                                   | [ 21 ] [ 22 ] |
| ООО КБ «Таганский»                                                                                                   | 1992   | 1742 | 15.06.2001 | ОД-188 | Москва      | Неисполнение федеральных законов, регулирующих банковскую деятельность. Неисполнение нормативных актов Банка России. Задержка предоставления отчётности.                                                                   | [ 23 ] [ 24 ] |

## 2 полугодие
В разделе приведены все кредитные организации, у которых в 2-м полугодии 2001 года была отозвана или аннулирована лицензия.
| Наименование | Основ. | Лиц. | Дата       | Приказ | Регион          | Причина | Прим.         |
| --- | ------ | ---- | ---------- | ------ | --------------- | --- | ------------- |
| Июль |        |      |            |        |                 | |               |
| ЗАО АКБ «Бизнес» | 1990   | 486  | 25.07.2001 | ОД-250 | Москва          | Неисполнение федеральных законов, регулирующих банковскую деятельность. Неисполнение нормативных актов Банка России. Неспособность удовлетворить требования кредиторов. | [ 25 ] [ 26 ] |
| ООО МИО КБР «Инвесткредит» | 1993   | 2630 | 27.07.2001 | ОД-254 | Москва          | Неисполнение федеральных законов, регулирующих банковскую деятельность. Неисполнение нормативных актов Банка России. Задержка предоставления и существенная недостоверность отчётности. | [ 27 ] [ 28 ] |
| Август |        |      |            |        |                 | |               |
| ОАО АКБ «Пушкинский акционерный муниципальный Банк» | 1994   | 2858 | 16.08.2001 | ОД-289 | Пушкино         | Неисполнение федеральных законов, регулирующих банковскую деятельность. Неисполнение нормативных актов Банка России. Неспособность удовлетворить требования кредиторов. Задержка предоставления и существенная недостоверность отчётности. | [ 29 ] [ 30 ] |
| Сентябрь |        |      |            |        |                 | |               |
| ОАО «Акционерный банк „Промрадтехбанк“» | 1992   | 228  | 18.09.2001 | ОД-320 | Москва          | Неисполнение федеральных законов, регулирующих банковскую деятельность. Неисполнение нормативных актов Банка России. Существенная недостоверность отчётности. Неспособность удовлетворить требования кредиторов и исполнить обязанность по уплате обязательных платежей.                                                                                       | [ 31 ] [ 32 ] |
| ОАО КБ «Инфобанк» | 1993   | 2357 | 18.09.2001 | ОД-321 | Москва          | Неисполнение федеральных законов, регулирующих банковскую деятельность. Неисполнение нормативных актов Банка России. Задержка и существенная недостоверность отчётности. Неспособность удовлетворить требования кредиторов. | [ 33 ] [ 34 ] |
| ОАО АКБ «Международный Банк Торговли и Сотрудничества»                                                                                                 | 1993   | 2308 | 18.09.2001 | ОД-322 | Москва          | Неисполнение федеральных законов, регулирующих банковскую деятельность. Неисполнение нормативных актов Банка России. Задержка отчётности. Неспособность удовлетворить требования кредиторов и исполнить обязанность по уплате обязательных платежей. Помимо этого было принято во внимание решение общего собрания акционеров банка о добровольной ликвидации. | [ 35 ] [ 36 ] |
| ОАО Северо-Западный АКБ «Картельбанк» | 1995   | 3232 | 18.09.2001 | ОД-323 | Санкт-Петербург | Снижение величины достаточности капитала, снижение размера собственных средств ниже минимального значения уставного капитала, неисполнением в срок требования Банка России. | [ 37 ] [ 38 ] |
| ЗАО «Банк Австрия Кредитанштальт (Россия)» | 1997   | 3310 | 28.09.2001 | ОД-337 | Москва          | Присоединён к Международному Московскому Банку. | [ 39 ] [ 40 ] |
| Октябрь |        |      |            |        |                 | |               |
| ЗАО «Коммерческий банк Выставки достижений народного хозяйства» («Банк ВДНХ»)                                                                          | 1994   | 2791 | 05.10.2001 | ОД-343 | Москва          | Неисполнение федеральных законов, регулирующих банковскую деятельность. Неисполнение нормативных актов Банка России. Существенная недостоверность отчётности. Неспособность удовлетворить требования кредиторов. | [ 41 ] [ 42 ] |
| ЗАО Инновационный акционерный коммерческий Банк содействия образованию, техническому, социальному прогрессу и информатизации общества «Интеллект-Банк» | 1994   | 2987 | 30.10.2001 | ОД-366 | Москва          | Неисполнение федеральных законов, регулирующих банковскую деятельность. Неисполнение нормативных актов Банка России. Задержка и существенная недостоверность отчётности. | [ 43 ] [ 44 ] |
| Ноябрь |        |      |            |        |                 | |               |
| ЗАО АКБ «Рязаньуниверсалбанк» | 1994   | 2822 | 15.11.2001 | ОД-389 | Рязань          | Неисполнение федеральных законов, регулирующих банковскую деятельность. Неисполнение нормативных актов Банка России. Задержка предоставления отчётности. | [ 45 ] [ 46 ] |
| Декабрь |        |      |            |        |                 | |               |
| ЗАО КБ «Талан» | 2001   | 3377 | 18.12.2001 | ОД-453 | Москва          | Решение о регистрации банка было аннулировано в связи с нарушением учредителями требований законодательства об оплате уставного капитала кредитной организации. | [ 47 ] [ 48 ] |
| ООО Коммерческий Интернациональный Промышленно-Технический банк «Инпромтехбанк»                                                                        | 1993   | 2418 | 26.12.2001 | ОД-463 | Москва          | Неисполнение федеральных законов, регулирующих банковскую деятельность. Неисполнение нормативных актов Банка России. Задержка предоставления отчётности. Неспособность удовлетворить требования кредиторов и исполнить обязанность по уплате обязательных платежей.                                                                                            | [ 49 ] [ 50 ] |
| ЗАО КБ «Форбанк-СПБ» | 1994   | 2689 | 26.12.2001 | ОД-465 | Санкт-Петербург | Неисполнение федеральных законов, регулирующих банковскую деятельность. Неисполнение нормативных актов Банка России. Снижение величины достаточности капитала, снижение размера собственных средств ниже минимального значения уставного капитала, неисполнением в срок требования Банка России.                                                               | [ 51 ] [ 52 ] |
| ОАО «Тюменский акционерный социальный банк» («ТАСБ»)                                                                                                   | 1993   | 2417 | 30.12.2001 | ОД-472 | Тюмень          | Присоединён к ОАО «Тюменьэнергобанк». | [ 53 ] [ 54 ] |

## Статистика

### Закрытие по месяцам
| Закрытие по месяцам | Закрытие по месяцам | Закрытие по месяцам | Закрытие по месяцам | Закрытие по месяцам |
| Месяц               |                     |                     |                     | Количество          |
| ------------------- | ------------------- | ------------------- | ------------------- | ------------------- |
| Январь              |                     |                     | 2                   |                     |
| Февраль             |                     |                     | 0                   |                     |
| Март                |                     |                     | 2                   |                     |
| Апрель              |                     |                     | 2                   |                     |
| Май                 |                     |                     | 2                   |                     |
| Июнь                |                     |                     | 3                   |                     |
| Июль                |                     |                     | 2                   |                     |
| Август              |                     |                     | 1                   |                     |
| Сентябрь            |                     |                     | 5                   |                     |
| Октябрь             |                     |                     | 2                   |                     |
| Ноябрь              |                     |                     | 1                   |                     |
| Декабрь             |                     |                     | 4                   |                     |

### Комментарии
1. ↑  По инициативе Банка России, согласно требований статьи 20 Федерального закона «О банках и банковской деятельности».
2. ↑  По инициативе собственников компании или в порядке её реорганизации.
3. ↑  В ряде источников указана другая дата ликвидации банка — 29 апреля 2009 года, однако данные о деятельности организации после 24 января 2001 года отсутствуют.
4. ↑  В ряде источников указана другая дата ликвидации банка — 9 мая 2004 года, однако данные о деятельности организации после 22 марта 2001 года отсутствуют.
5. ↑  В ряде источников указана другая дата ликвидации банка — 25 января 2005 года, однако данные о деятельности организации после 18 сентября 2001 года отсутствуют.
6. ↑  В ряде источников указана другая дата ликвидации банка — 6 июля 2006 года, однако данные о деятельности организации после 18 сентября 2001 года отсутствуют.
7. ↑  В ряде источников указана другая дата ликвидации банка — 30 декабря 2004 года, однако данные о деятельности организации после 18 сентября 2001 года отсутствуют.
8. ↑  В ряде источников указана другая дата ликвидации банка — 26 августа 2004 года, однако данные о деятельности организации после 18 сентября 2001 года отсутствуют.
9. ↑  В ряде источников указана другая дата ликвидации банка — 8 декабря 2004 года, однако данные о деятельности организации после 5 октября 2001 года отсутствуют.
10. ↑  В ряде источников указана другая дата ликвидации банка — 16 марта 2004 года, однако данные о деятельности организации после 30 октября 2001 года отсутствуют.
11. ↑  В ряде источников указана другая дата ликвидации банка — 23 ноября 2004 года, однако данные о деятельности организации после 15 ноября 2001 года отсутствуют.
12. ↑  В ряде источников указана другая дата ликвидации банка — 6 октября 2004 года, однако данные о деятельности организации после 26 декабря 2001 года отсутствуют.
13. ↑  В ряде источников указана другая дата ликвидации банка — 19 ноября 2003 года, однако данные о деятельности организации после 26 декабря 2001 года отсутствуют.
14. ↑  По другим данным 29 декабря 2001 года.